# Murchin
Murchin ist eine Gemeinde in der Mitte des Landkreises Vorpommern Greifswald. Sie wird seit dem 1. Januar 2005 vom Amt Züssow mit Sitz in Züssow verwaltet. Die Gemeinde ist flächenmäßig eine der größten im Amt und gehörte bis zum 31. Dezember 2004 zum Amt Ziethen. Sie hat 949 Einwohner (Stand: 31. Dezember 2015).

## Geografie

### Geografische Lage
Die Gemeinde Murchin befindet sich im Lassaner Winkel und liegt etwa sieben Kilometer nordöstlich von Anklam und etwa zehn Kilometer westlich der Insel Usedom. Durch die Gemeinde verläuft die Bundesstraße 110. Die Peene mündet an der südöstlichen Gemeindegrenze in den Peenestrom. Der Süden der Gemeinde ist bewaldet. Hier befinden sich die Waldgebiete Libnower Wald, Pinnower Forst und Murchiner Wald. Das Land wird in Richtung Peene sehr sumpfig, hier befindet sich das Naturschutzgebiet Unteres Peenetal (Peenetalmoor). Im Gemeindegebiet gibt es mehrere Seen, so unter anderem den Pinnower See und den Küchensee.

### Gemeindegliederung
| Ortsteile - Lentschow - Libnow - Murchin - Pinnow - Relzow | Wüstungen und Wohnplätze - Immenstädt (Wohnplatz) - Johannishof (Wohnplatz) - Johannesberg (Wohnplatz) | - Mechomyrzk (Wüstung) - Fährhof-Pinnower Fähre (Wüstung) - Schwemmort (Wüstung) - Lubkow (Wüstung) |

### Nachbargemeinden
Nachbargemeinden sind Rubkow im Norden, Lassan (Stadt) im Nordosten, Buggenhagen im Osten, Usedom (Stadt) im Südosten, Bargischow und Anklam (Stadt) im Süden, Ziethen im Westen und Klein Bünzow im Nordwesten.

## Geschichte

### Lentschow
Lentschow wurde 1491 als Lentzkow erstmals urkundlich genannt.
1491 erhielt die Familie Steding (sie wurde schon 1256 in einer Stralsunder Urkunde erwähnt) das Gut. Dieser Besitzübergang in Lentschow wurde in den Wolgaster Kirchenmatrikeln urkundlich erwähnt. Dem widerspricht allerdings eine im Stadtarchiv Stralsund aufbewahrte Urkunde vom 23. März 1447, ausgestellt von Herzog Wartislaw IX. von Pommern, in der unter den Zeugen auch ein "Vycke Stedynk der Junge "to lenczekow" (Lentschow)" genannt wird. Das Gut blieb bis 1803 im Besitz der Familie, dann ging es an die Familie von Schulz, die auf Pinnow saß. Von Schulz verkaufte 1819 an Plath, der wiederum 1829 an Erdmann Loesewitz veräußerte, dem sein Sohn Friedrich von Loesewitz von 1844 bis 1908 als Besitzer folgte. Die Erhebung in des Adelsstand erfolgte zuvor 1887.
1865 hatte Lentschow 111 Einwohner in 19 Familien. Im Ort waren 7 Wohn- und 13 Wirtschaftsgebäude vorhanden. 1925 hatte Lentschow 129 Einwohner. Im Zuge der Bildung von Großgemeinden im Kreis Greifswald-Land wurden Buggenhagen, Murchin, Pulow, Wehrland und Zemitz am 15. Oktober 1938 nach Lentschow eingemeindet. 1939 hatte Lentschow 1.969 Einwohner.
Die Familie von Loesewitz, auch Lösewitz, war nicht bis 1945 im Besitz des Gutes. Das Güter-Adressbuch Pommern nennt für 1914 Max Graf von Schwerin-Zinzow. Später muss es zur teilweisen Aufsiedlung gekommen sein. Denn die letzte amtliche Ausgabe des Landwirtschaftlichen Adressbuches 1939 erwähnt sieben Bauernhöfe mit Größen um die 20 ha, ein Gut im klassischen Sinn findet keine Erwähnung mehr. 
Mit Auflösung der Großgemeinden am 1. August 1946 wurden die 1938 eingemeindeten Orte wieder und der Ortsteil Pinnow bei Anklam erstmals jeweils selbständige Gemeinde(n). Am 1. Juli 1950 wurde Lentschow in die Gemeinde Murchin eingegliedert.
Lentschow hatte am 31. Dezember 2014 70 Einwohner mit Hauptwohnung und 9 mit Nebenwohnung. Im Folgejahr hatte Lentschow hatte 73 Einwohner mit Hauptwohnung und 9 mit Nebenwohnung.

### Libnow

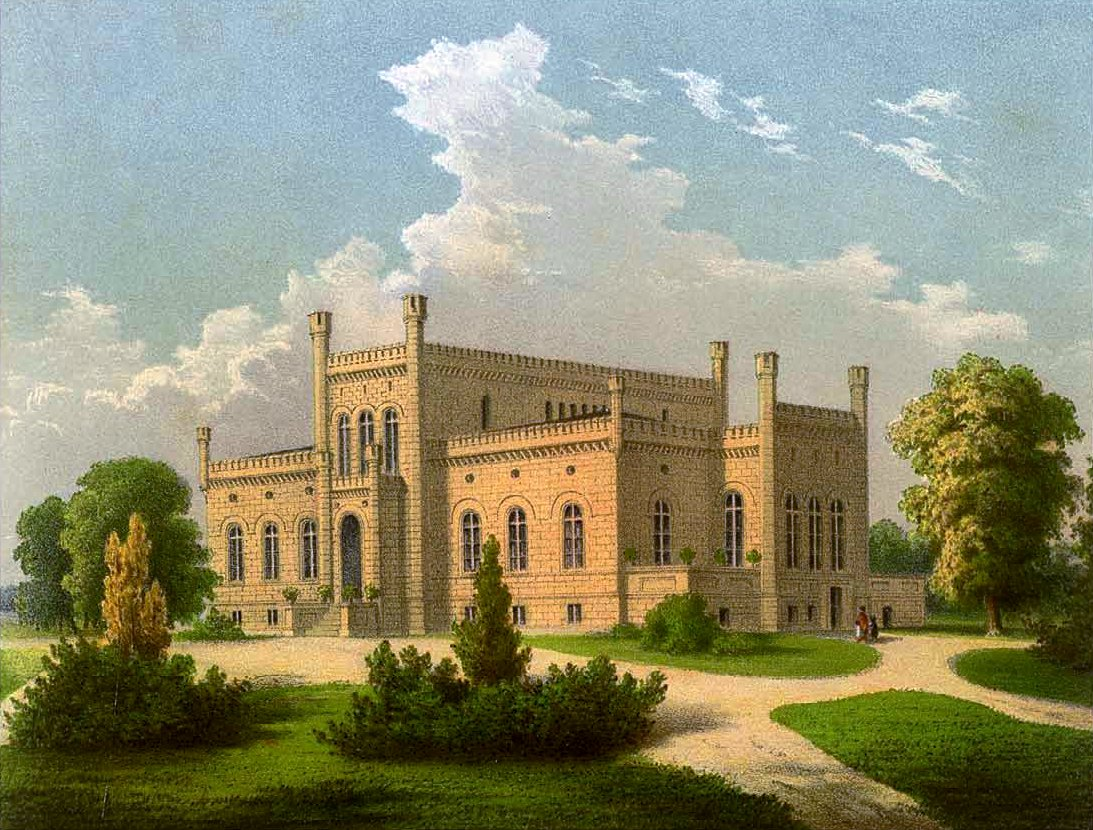
Rittergut Libnow nach 1862 von Südwest, Sammlung Alexander Duncker

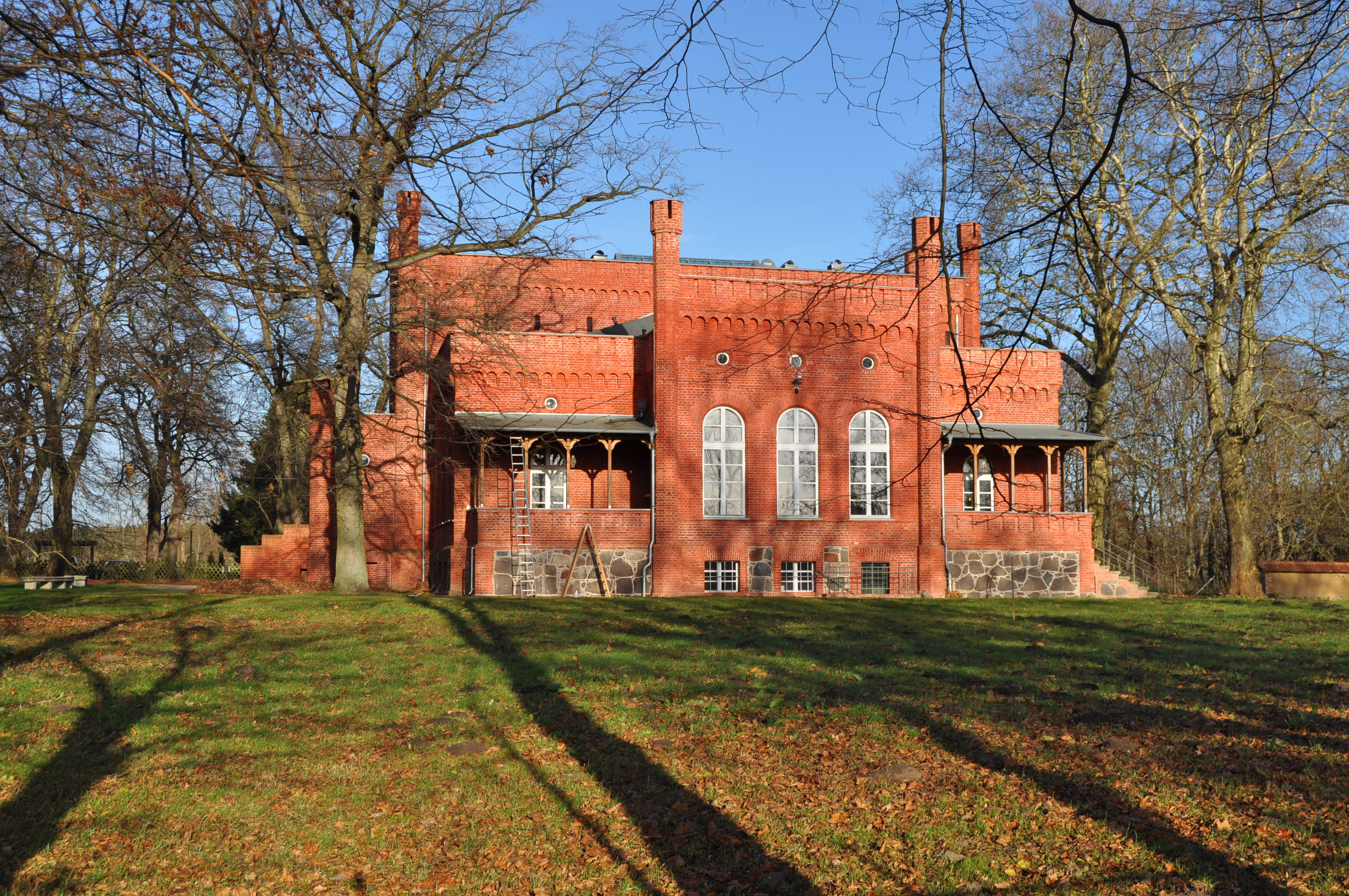
Gutshaus Libnow Südseite

Libnow wurde zuerst urkundlich Ribenitz genannt, zuerst 1168. Der Name stammt von dem gleichnamigen Bach und ist von Fisch (slawisch - Ryba) abgeleitet. 1782 wechselt der Name zu Libnow.
Das Gut Libnow war besitzlich mit Murchin verbunden. Von 1792 bis 1819 war Graf Friedrich Ludwig von Bohlen auf Karlsburg Besitzer auf Libnow und Murchin. Gutsherr wurde 1819 Wilhelm  Homeyer († 1841/42), der die Güter Murchin und Libnow erworben hatte. 1849 wurden die beiden Güter voneinander getrennt und an die beiden Söhne Homeyers vergeben. Der ältere Friedrich erhielt Murchin und der jüngere Wilhelm (1828–1903) erhielt Libnow. Das Gutshaus in Libnow wurde 1862 von ihm errichtet. Der Backsteinbau mit Feldsteinsockel wurde im Tudorstil erbaut. 1865 erfolgte die Nobilitierung des Gutsbesitzers und seiner Nachfahren.
1865 hatte Libnow 109 Einwohner in 21 Familien. 8 Wohn- und 12 Wirtschaftsgebäude, sowie 1 Fabrik waren im Ort vorhanden. Der Besitz des Gutes wechselte oft, 1914 u. a. Paul Silex, bis 1945 war Otto Hoehne letzter Besitzer des rund 600 ha großen Gutes.
Zu DDR-Zeiten errichtete und unterhielt das Textilreinigungskombinat VEB Edelweiß Magdeburg  ein Betriebs-Ferienlager für die Kinder im Gutshaus, das nach 1990 verfiel. Seit 2000 privatisiert, dient es der Künstlerfamilie Quies/Lorenz als Wohnsitz, Atelier und Ausstellungsort.
Libnow hatte am 31. Dezember 2014 konkret 81 Einwohner mit Hauptwohnung und 4 mit Nebenwohnung. Zum 31. Dezember 2015 hatte Libnow 82 Einwohner mit Hauptwohnung und 3 mit Nebenwohnung.

### Murchin

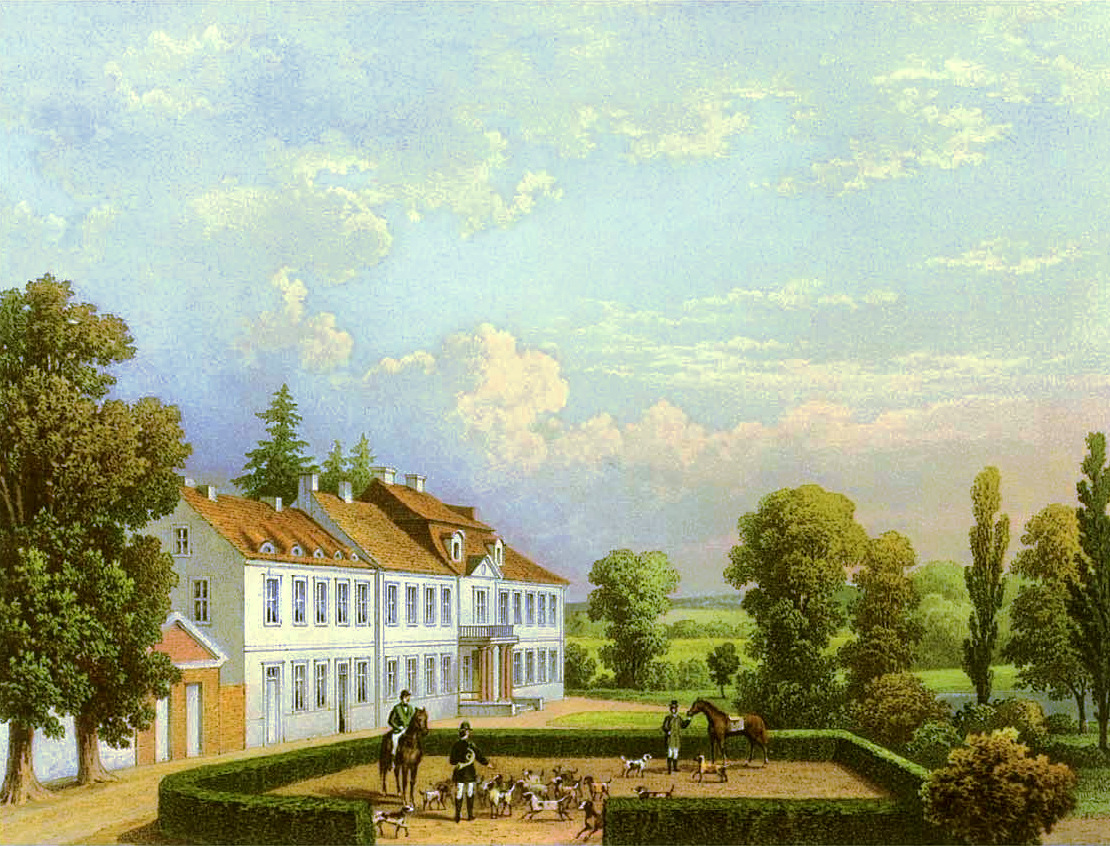
Rittergut Murchin um 1867/68 von Südwest, Sammlung Alexander Duncker

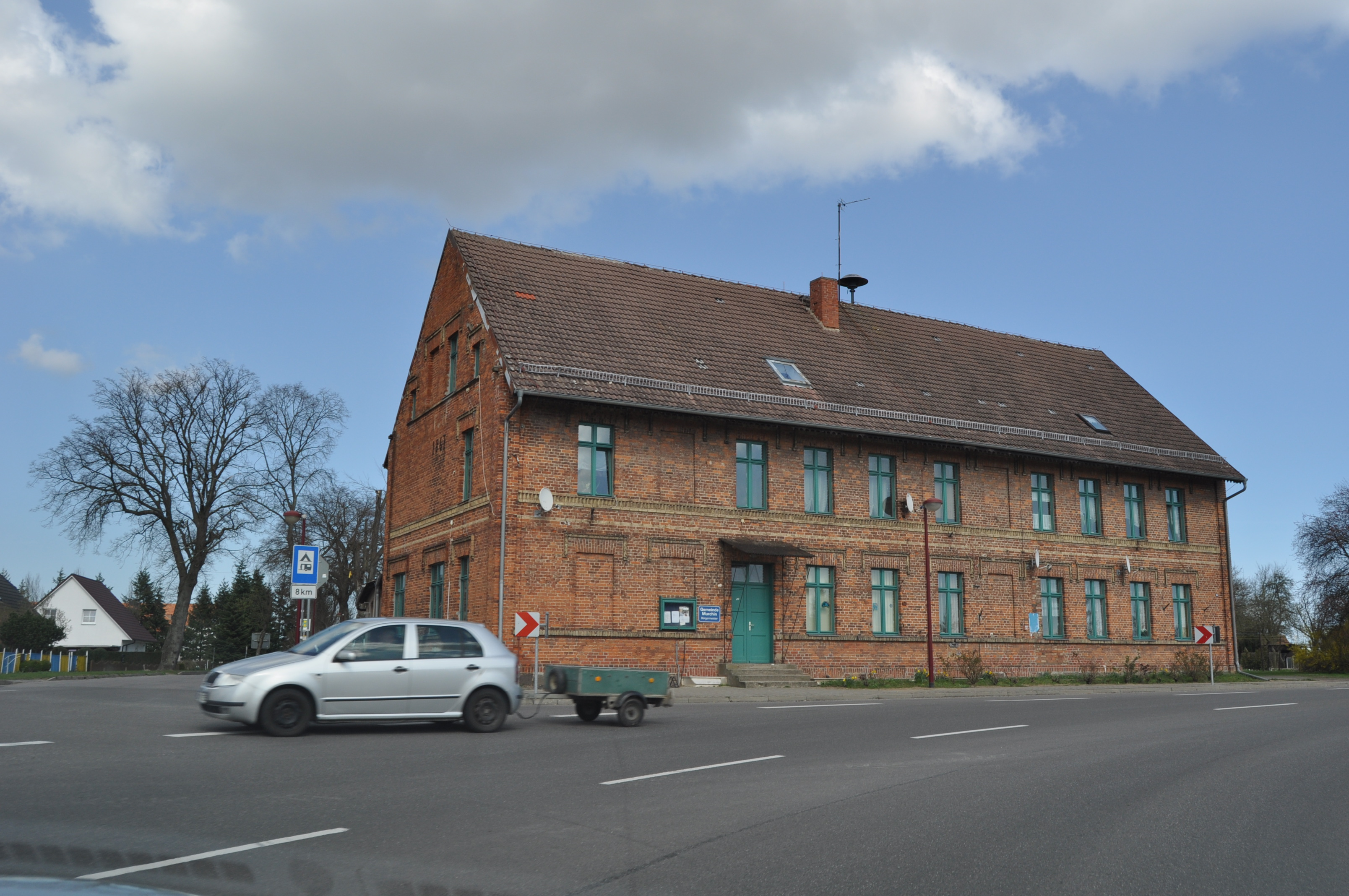
Ehemaliger Krug – jetzt Gemeindehaus Murchin

Murchin wurde 1257 als Morchin erstmals urkundlich genannt. Eine Namensdeutung liegt nicht vor. 1631 wurde erstmals der aktuelle Name verwandt.
Murchin war ein typisches Gutsdorf mit einem dominierenden Gut und wenigen Landarbeiterkaten, einer kleinen Kirche und einem Krug an der Straßenkreuzung.
Der im Ort bestehende Vierpottkaten (Denkmal) ist ein rohrgedeckter Typenbau für die Unterbringung der damaligen Tagelöhner. Es bedeutet, dass sich um die eine gemeinsame Zentralküche (offener Mittelkamin = Schwarzküche) vier Tagelöhnerwohnungen mit weiteren Buden im Dachgeschoss gruppierten.
Das Lehngut von Murchin war sehr lange ein Walzengut, d. h., es hatte ständig wechselnde Besitzer. Um 1750 wurde es gekauft vom Geschlecht der Schwerin, durch den berühmten Feldmarschall Kurt Christoph Graf von Schwerin aus dem Hause Schwerinsburg, das Gut. Er starb bereits 1757 und vererbte das Gut an seinen Neffen aus der Familie von Parsenow. Doch auch dieses Besitztum dauerte nur relativ kurz, es folgten die Besitzer Graf von Bohlen auf Karlsburg bis 1819. Wilhelm Johann Friedrich jun. Homeyer (1792–1841) aus Wolgast, Sohn des gleichnamigen Kaufherrn und Kommerzienrates Johann Friedrich Homeyer sen. (1753–1818) und der Sophie Dorothea Droysen, kaufte die verbundenen Güter Libnow und Murchin. Nach seinem Tod 1842 wurde der Besitz 1849 geteilt, der Sohn Friedrich (1824–1898) erhielt Murchin und der jüngere Bruder Wilhelm (1828–1903) erhielt Libnow. Der Murchiner Gutsherr Friedrich wurde 1863 den preußischen Adelsstand als von Homeyer erhoben, sein Bruder folgte 1865. Im gleichen Jahr hatte Murchin 241 Einwohner in 39 Familien. Der Ort hatte 1 Kirche, 1 Schule, 13 Wohn- und 21 Wirtschaftsgebäude, sowie 1 Fabrik.
Friedrich von Homeyers Nacherbe war Hans von Magdeburg-Homeyer, dessen Familie blieb Besitzer bis 1945.

Nach dem Krieg wuchs Murchin durch den Aufbau der Neubauernsiedlungen beträchtlich an.
Im ersten Fünfjahresplan der DDR wurde die Errichtung von Kulturhäusern im ländlichen Raum beschlossen. Die MAS Matyas Rakosi hatte 1950 und 1951 den sozialistischen Wettbewerb der Maschinenausleihstationen für sich entscheiden können und erhielt dafür das wohl größte Kulturhaus im ländlichen Raum der DDR in den fünfziger Jahren. So wurde im Auftrag der Regierung nach Entwürfen der Architekten Gräning und Goltzow von 1952 bis 1954 das Kreiskulturhaus Murchin errichtet. Die Hauptfassade des auf T-förmigen Grundriss errichteten Bauwerks prägt ebenso wie beim Heringsdorfer Kulturhaus ein übergiebelter Pfeilerportikus. Walter Bullert schuf am linken Seitenflügel des Gebäudes vier Reliefs. Sie berichten von der Arbeit in der sozialistischen Landwirtschaft und zeigen die Vorbereitung der Aussaat, die Ernte, die Verarbeitung der landwirtschaftlichen Produkte durch die Industrie sowie die Fortbildung der Bauern. Jedes der Reliefs legt Wert auf die Darstellung der Modernität, mit der für die neue Gesellschaft produziert wird.
Am 1. Mai 1954 fand die Einweihung statt. In den ungarischen Farben hatten Manfred Kandt, Otto Manigk und Herbert Wegehaupt die Gaststätte des Kulturhauses 1954 mit figürlichen Szenen ausgemalt, die das freundschaftliche Verhältnis der zu „Brudervölkern“ gewordenen Ungarn und DDR-Deutschen folkloristisch darstellt.
Es wurde das Kreiskulturhaus für den damaligen Kreis Anklam.
Nach 1990 wurde es eine bekannte Diskothek mit dem Namen HyperDome, diese musste 2002 schließen.
Murchin hatte am 31. Dezember 2014 298 Einwohner mit Hauptwohnung und 23 mit Nebenwohnung. Murchin hatte dann am 31. Dezember 2015 amtlich gemeldet 298 Einwohner mit Hauptwohnung und 22 mit Nebenwohnung.

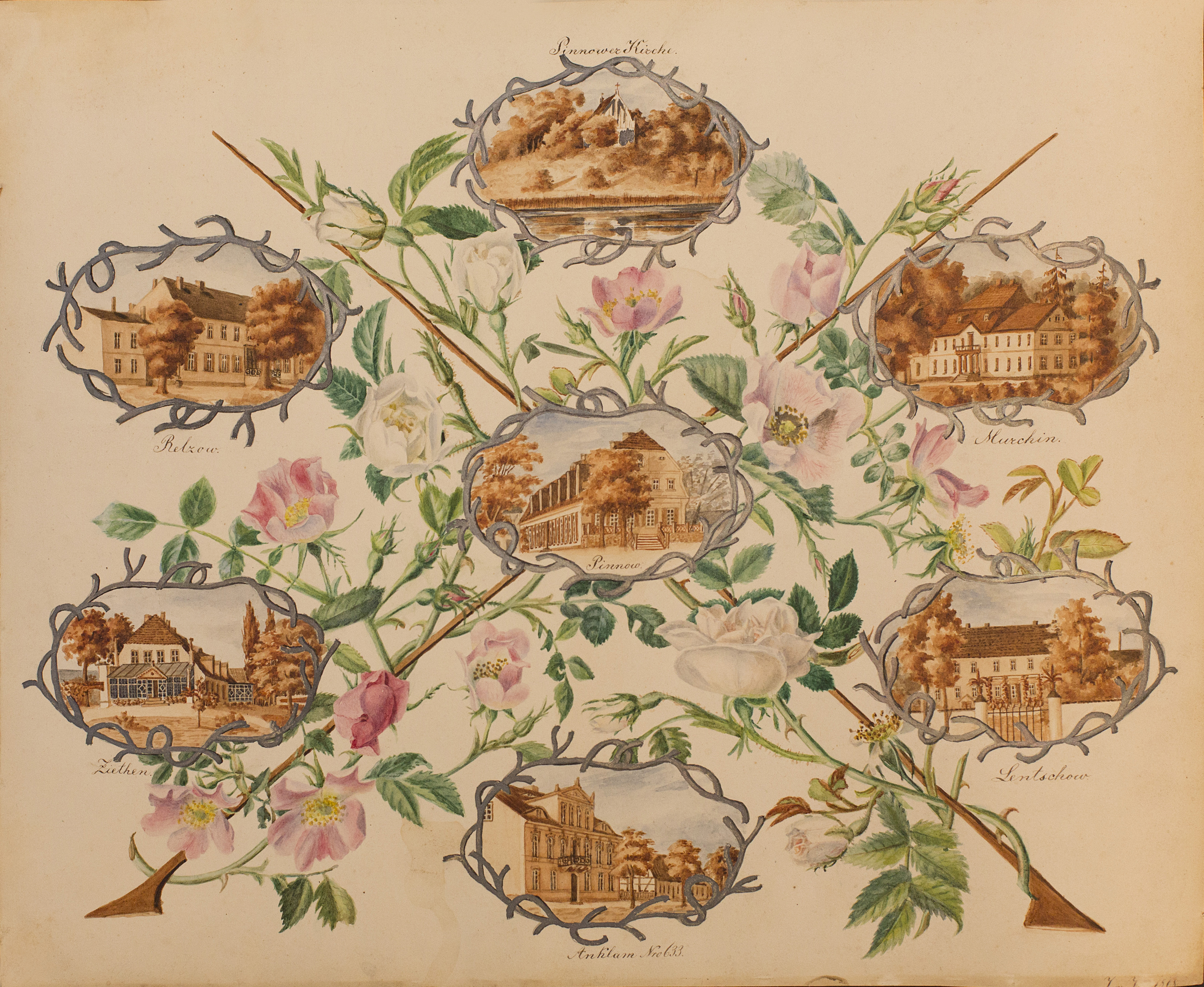
1868 Gutshaus Pinnow und umgebende Gutshäuser

### Pinnow

Gutshaus Pinnow 1910

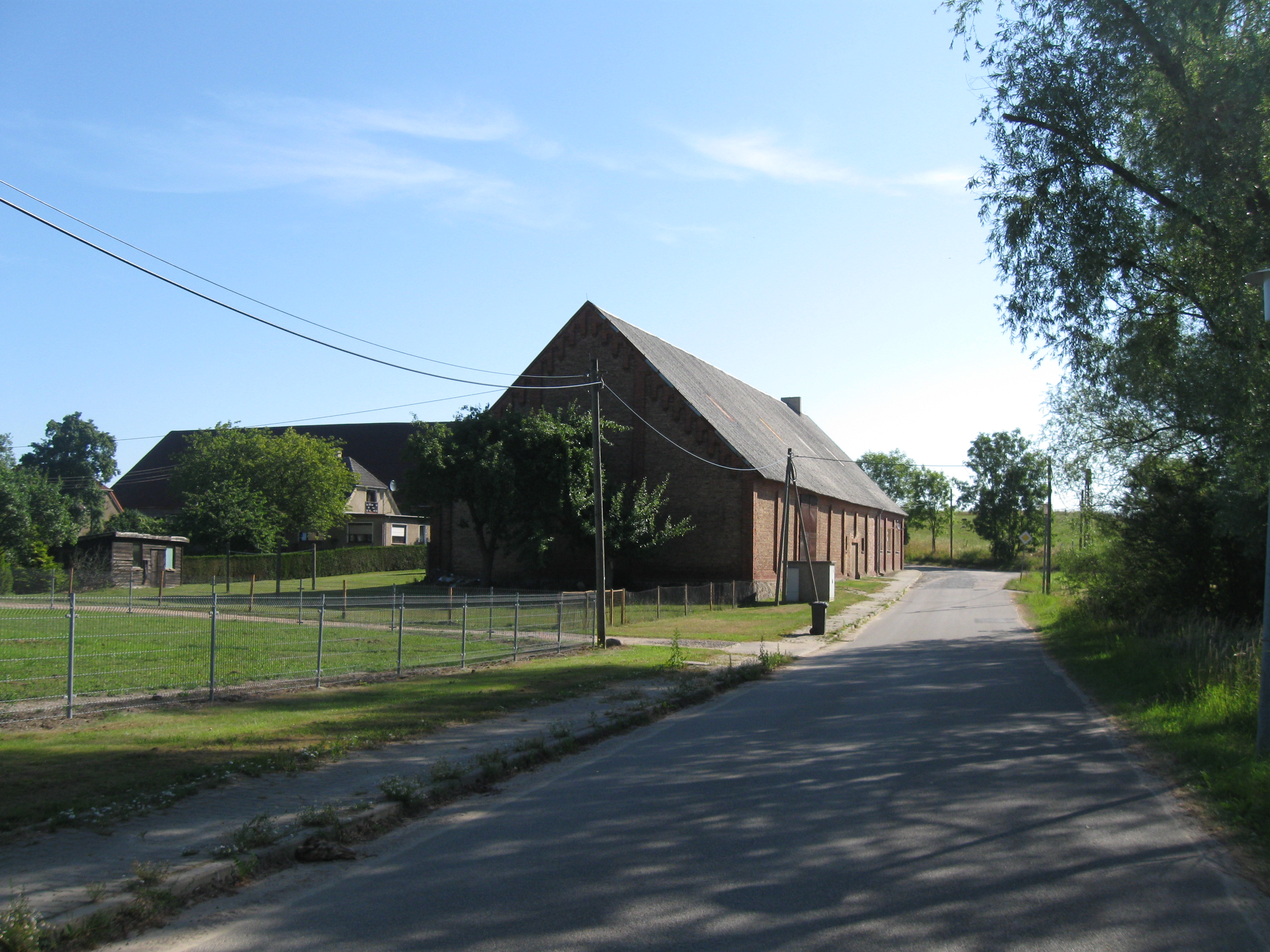
Pinnow

Pinnow wurde 1261 als Pinnowe erstmals urkundlich genannt. Der slawische Name bedeutet Baumstumpf. 
 Pinnow bei Anklam, wie es zur Unterscheidung gleichnamiger Orte genannt wird, war Rittergut, Kirch- und Pfarrort. Um 1400 wurde die Dorfkirche Pinnow errichtet.
Als Besitzer war die Familie von Lepel 1388 als Erb- und Lehngesessene zu Pinnow urkundlich genannt. Es sind die Brüder Ludeke, Martin und Henning, ab 1410 Heinrich und Gherd (1409 gleichzeitig Bürgermeister von Lassan); es folgte 1431 Jochen von Lepel.
Seit 1491 war die Familie Stenwer (Steinwehr) Besitzer und um 1550 die Familie Grambow, danach Gideon von Klemptzen (Professor der Uni Greifswald). 1583 verlieh Herzog Ernst Ludwig den Brüdern Victor und Joachim Steding einen Angefällbrief auf Pinnow. Christoph Adam von Steding übergab Pinnow 1756 an seinen Schwiegersohn Franz Heinrich von Reichenbach als Hochzeitsgut. Ab 1806 bildete Pinnow einen Gutsbezirk im Amt bzw. dann Kreis Greifswald.
Wann der Wechsel aus der Familie von Reichenbach an eine Frau von Schulz erfolgte, ist unklar, 1819 kaufte Hans Ludwig Heinrich von Behr auf Schmoldow und Vargatz das Gut mit den Pertinenzien Johannishof und Immenstedt. 1856 war Carl August Julius von Behr (1832–1882) Gutsherr. Ihm folgte der Kammerjunker und Johanniterritter Dr. jur. Carl von Behr (1864–1941) der das Gut 1882 erbte. Er war Landrat in Plön und Kabinettsrat der Kaiserin Auguste Viktoria, kam 1911 nach Pinnow. Er entwickelte umstrittene Theorien zur Demographie, Vererbungslehre und Adelserneuerung.
Pinnow hatte 1865 161 Einwohner in 30 Familien. Es gab 1 Kirche, 1 Schule, 12 Wohn- und 8 Wirtschaftsgebäude, sowie 2 Fabriken im Ort.
Das Dorf war eine Mischform von Anger- und Straßendorf. Der Anger mit den historischen Bebauungen (Gut, Kirche, Kirchhof und Pfarrgehöft) war bis 1920 präsent, lediglich eine kleinere Landarbeiterkatenzeile war in Richtung Straße Murchin - Zecheriner Brücke vorhanden. Nach 1920 wurde an dieser Straße die hauptsächliche Ortschaft errichtet, die heute mit Gaststätte, Geschäften, Betrieben und Wohnhäusern das eigentliche Dorf ausmacht. 1929 wurde der Gutsbezirk aufgelöst und der Gemeinde Murchin eingegliedert. Pinnow bei Anklam war ab 15. Oktober 1938 als Ortsteil nach Lentschow umgemeindet. Das Gut Pinnow blieb bis 1945 im Besitz der Familie von Behr.
Nach Aufnahme von Vertriebenen und Flüchtlingen vorwiegend aus östlichen Teilen Pommerns und anderen Teilen des östlichen Preußens wurde Pinnow bei Anklam am 1. August 1946 aus Lentschow ausgegliedert und selbständige Gemeinde. In Folge der Weiterwanderung vieler Neubewohner wurde Pinnow bei Anklam am 1. Juli 1961 nach Murchin eingemeindet. Später entstand am Pinnower See eine Freizeitsiedlung (Bungalows).

Pinnow hatte am 31. Dezember 2014 amtlich 181 Einwohner mit Hauptwohnung und 19 mit Nebenwohnung, am 31. Dezember 2015 dann 230 Einwohner mit Hauptwohnung und 20 mit Nebenwohnung.

### Relzow
Relzow wurde 1257 als Reletsowe in Bischof Hermanns Verleihungsbrief des Zehnten an die Kirche in Ziethen urkundlich erwähnt. Der slawische Ortsname ist nicht gedeutet. Die slawische Gründung ist durch eine größere archäologisch nachgewiesene Siedlung aus der spätslawischen Zeit (1000 bis 1200) auf dem Gebiet des heutigen Dorfes belegt.
1495 wurde es als Dominal von Herzog Bogislaw X. an die Familie Wulff gegeben. Die drei Güter Relzow, Ramitzow und Daugzin gehörten zusammen und waren seitdem Lehngüter. Die Wulff hatten ihren Wohnsitz in Relzow. Um 1606 wurden die Güter wegen Verpfändungen aufgeteilt.
Relzow hatte bis etwa 1800 wechselnde Besitzer und Verpfändungen einzelner Höfe. 1801 war das Gut im Besitz des Friedrich Wilhelm von Barthold, der es im gleichen Jahr an Bleichert von Wolffradt und der wiederum 1802 an seinen Schwiegersohn Hauptmann, nach genealogischen Quellen der Gothiaschen Hofkalender, Premierleutnant, August Wilhelm von Bornstädt (1772–1841), verheiratet mit Karoline von Wolffradt (1776–1850), verkaufte. Der Offizier und neue Relzower Gutsherr erhielt im Frühsommer 1787 zu Berlin die preußische Adelslegitimation. Die Familie von Bornstaedt bildete dann eine eigene Familienlinie Relzow heraus. Wilhelm von Bornstaedt-Relzow war von 1843 bis 1878 im Besitz des örtlichen Gutes. Ihm folgte sein unverheirateter Sohn Wilhelm Karl von Bornstaedt, bis zu seinem Tod 1929. Der Grundbesitzer war preußischer Rittmeister und Rechtsritter im Johanniterorden. Nachfolger wurde als Landwirt, bis zu seiner Scheidung von seiner ersten Ehefrau Edelgard von Schultz 1936 Wilhelm Karl Julius Ernst von Bornstaedt-Brünzow (1898–1965). Das Erbe trat im Minorat der Sohn Hans-Wilhelm von Bornstaedt an, der es später bis zum Generalmajor der Bundes-Luftwaffe brachte, ebenso dem Johanniterorden angehörte und nach der Bodenreform mit seiner Familie im Westerwald lebte.
Relzow war ein typisches Gutsdorf mit Gut und Landarbeiterkaten. Das unsanierte Gutshaus wurde etwa 1890 erbaut. Alle anderen Wirtschaftsgebäude des Gutes sind überwiegend beseitigt und überbaut. Der kleine Gutspark ist nur als Relikt erkennbar.
Relzow hatte 1865 in 30 Familien 161 Einwohner. An Gebäuden waren vorhanden: 1 Schule, 10 Wohn- und 16 Wirtschaftsgebäude. Es hat in seiner Feldmark ausgedehnte Waldungen und zum Peenetal hin viele Torfstiche.
Seit 1897 wurde Relzow von der Anklam-Lassaner Kleinbahn (ALKB) tangiert und hatte einen Haltepunkt. Wie alle pommerschen Kleinbahnen wurde die ALKB nach zeitweiligen Reduzierungen 1945 als Reparation demontiert und abtransportiert. Zu DDR-Zeiten befand sich bei Relzow ein größerer NVA-Standort, der 1991 von der Bundeswehr aufgegeben wurde.
Relzow hatte am 31. Dezember 2014 196 Einwohner mit Hauptwohnung und 14 mit Nebenwohnung. Am 31. Dezember 2015 hatte Relzow 199 Einwohner mit Hauptwohnung und 13 mit Nebenwohnung.

### Wohnplätze und Wüstungen
Immenstädt (Wohnplatz)
Der Name Immenstädt bedeutet Bienenstätte. Immenstädt (auch Immenstadt und Immenstedt) war eine Pertinenz (Holländerei) zu Pinnow und war bereits um 1865 ohne Baulichkeiten, also aufgegeben. 1891 wurde es als Vorwerk zu Pinnow wieder eingerichtet und ist heute bebaut und bewohnt.
Johannishof (Wohnplatz)
Johanneshof wurde 1782 erstmals urkundlich genannt.
Johannishof liegt südlich von Pinnow und war bereits lt. Preußischem Urmeßtischblatt von 1835 ein Vorwerk zu Pinnow und gehörte dem dortigen Besitzer. Dieser verpachtete, 1865 war z. B. ein Gentzke der Pächter des Hofes. Um 1880 war der Ort ein Forstgehöft.
Zu DDR-Zeiten war dort ein Landwirtschaftsbetrieb (LPG), seit 1990 ist es lediglich ein Wohnplatz.
1867 konnten die Kahn- und Pramfähren Klotzower Fähre und Pinnower Fähre den Verkehr zur Insel Usedom nicht mehr bewältigen. Von Johannishof südlich von Pinnow bis zum Peenestrom wurde ein Straßendamm (heutige B 110) aufgeschüttet und beim so genannten Schwemmort eine fiskalische Fähranstalt mit Fährgehöft eingerichtet. Als der Bäderbetrieb in den 1920er Jahren auf der Insel Usedom einen rasanten Aufschwung erfuhr, stießen die Kapazitäten der Fährverbindungen zwischen Schwemmort auf dem Festland und Insel bald an ihre Grenzen. Daher veranlasste der Landkreis Usedom-Wollin den Bau einer Straßenbrücke. Die Bauarbeiten begannen 1930. Am 22. Mai 1931, wurde die Verbindung als Usedomer Bäderbrücke eröffnet.
Johannesberg (Wohnplatz)
Johannisberg gehört wohl lt. TK 1998 zu Johannishof und besteht nur aus einem kleinen Gehöft und ist heute ein Wohnplatz. Es wurde um 1880 als Hof für die dortige Windmühle errichtet.
Lubkow (Wüstung)
Lubkow wurde erstmals 1782 genannt. Es lag unweit von Pinnow, ist nicht genau zu lokalisieren. Wenige Jahre später fiel es wieder wüst.
Mechomyrzk (Wüstung)
Mechomyrzk wurde 1194 erstmals und 1304 urkundlich in der provincia Cyten (Ziethen) genannt. Historiker vermuten darin den Vorläufer der Ortschaft Murchin, der durch die Überbauung eingegangen ist.
Fährhof-Pinnower Fähre (Wüstung)
Pinnower Fähre wurde erstmals 1792 genannt. Bis zur Einrichtung der fiskalischen Schwemmort - Zecheriner Fähranstalt 1867 war diese und die Klotzower Fähre die Verbindung zur Insel Usedom. 1932 und auch bis 1998 wurde der Ort mit Fährhof benannt.

2003 war der Ortsteil bewohnt, wurde als Ruine angegeben, nach der Flutung der Polder Peeneweide besteht hier eine Wasserfläche.
Schwemmort (Wüstung)
Die Fähranstalt wurde 1867 als Ersatz für die Klotzower und Pinnower Fähre eingerichtet. Mit dem errichteten Damm von Johannishof bis zum Peenestrom wurde die Verbindung zur Insel Usedom bei Zecherin neu geschaffen. Dort setzt heute die Zecheriner Brücke als Festlandspunkt an.

## Politik

### Gemeindevertretung und Bürgermeister
Der Gemeinderat besteht (inkl. Bürgermeister) aus 6 Mitgliedern. Die Wahl zum Gemeinderat am 26. Mai 2019 hatte folgende Ergebnisse:
| Partei/Bewerber           | Prozent | Sitze |
| ------------------------- | ------- | ----- |
| SPD                       | 21,46   | 1     |
| Einzelbewerber Freitag    | 20,52   | 1     |
| Einzelbewerber Domscheidt | 18,54   | 1     |
| Die Linke                 | 16,05   | 1     |
| Einzelbewerber Motzeck    | 12,79   | 1     |
| Einzelbewerber Köhler     | 10,64   | 1     |

Bürgermeister der Gemeinde ist Peter Dinse (SPD), er wurde mit 60,84 % der Stimmen gewählt.

### Wappen, Flagge, Dienstsiegel
Die Gemeinde verfügt über kein amtlich genehmigtes Hoheitszeichen, weder Wappen noch Flagge. Als Dienstsiegel wird das kleine Landessiegel mit dem Wappenbild des Landesteils Vorpommern geführt. Es zeigt einen aufgerichteten Greifen mit aufgeworfenem Schweif und der Umschrift „GEMEINDE MURCHIN“.

## Kultur und Sehenswürdigkeiten

### Bauwerke

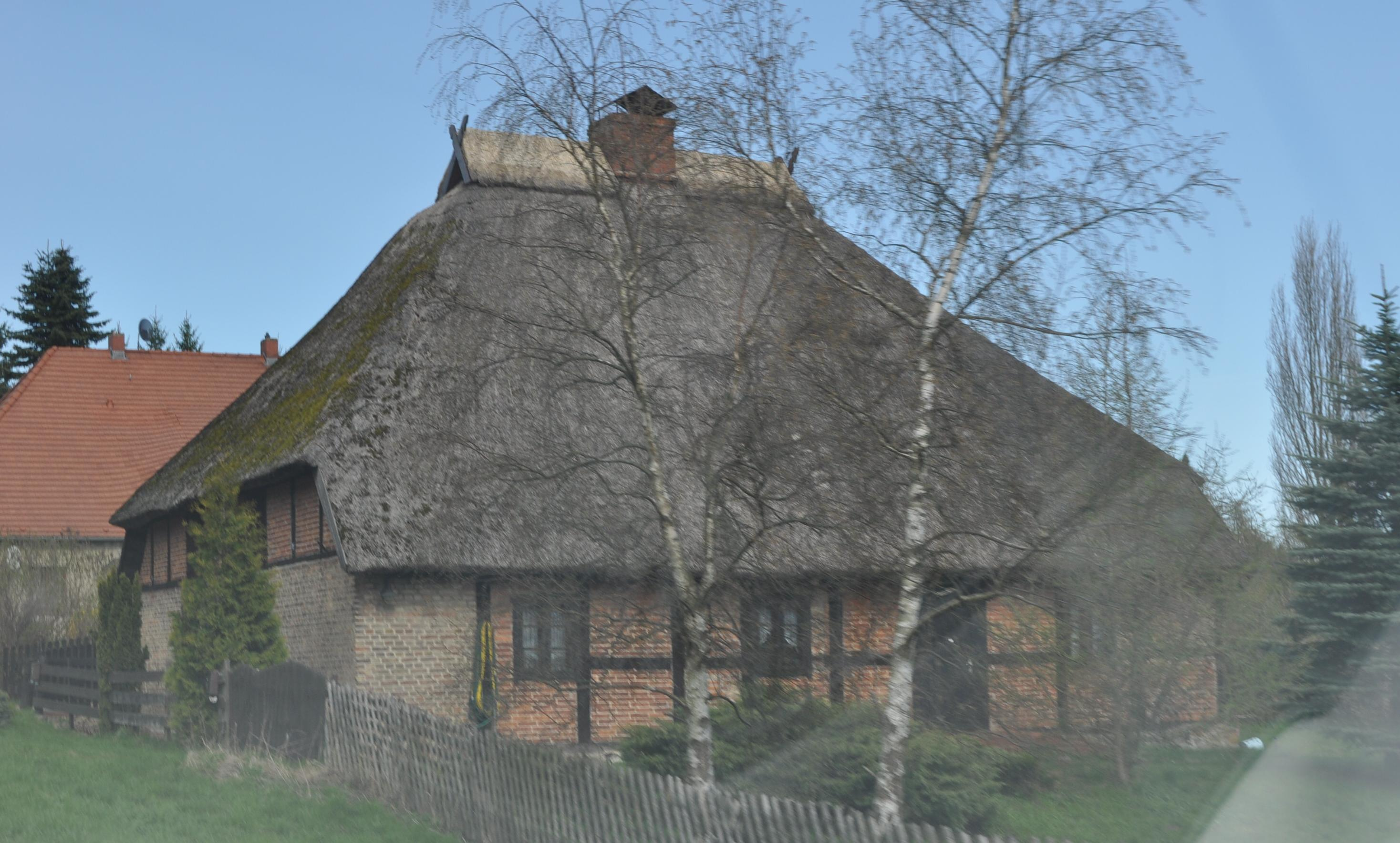
Vierpottkaten in Murchin

- Backsteinkirche von 1604 in Murchin
- Gutshaus und Gut Murchin.
- Das Kreiskulturhaus entstand in den Jahren 1952 bis 1954 nach Plänen von Gräning und Goltzow, nachdem die Maschinen-Traktoren-Station in den Jahren 1950 und 1951 die Wanderfahne des Ministerrates der DDR in die Region holten. Das Gebäude im Stil des Sozialistischen Klassizismus wurde ab 1964 als Kreiskulturhaus genutzt. An der linken Front befindet sich ein Relief von Walter Bullert mit dem Titel Die Arbeit der Landwirtschaft in den vier Jahreszeiten.
- Vierpottkaten Murchin
- Herrenhaus Libnow, 1862 errichteter Backsteinbau im Tudorstil. Gutsanlage und Park in Resten vorhanden.
- Turmhügel Libnow
- Gutshaus in Relzow. Dieses gab es bereits im 15. Jahrhundert, eine Familie Schinkel war Eigentümer. Später wurde es von der Familie von Bornstaedt gekauft. Die letzte Eigentümerin vermachte es ihrem heute (Stand 2011) noch lebenden Neffen.
- NVA-Kasernen Relzow mit Solarpark
- Dorfkirche Pinnow mit historischer Nerlich-Orgel[27]

### Grünflächen und Naherholung
- Pinnower See und den Küchensee
- Naturschutzgebiet Unteres Peenetal (Peenetalmoor)

## Wirtschaft und Infrastruktur

### Öffentliche Einrichtungen
In Murchin befindet sich etwas südlich des Ortes eine am Triensee gelegene Jugendherberge.
Da sich in Murchin selbst keine Schule befindet, ist es für Schüler der Gemeinde notwendig nach Anklam (mehrere Realschulen und das Lilienthalgymnasium), nach Usedom (Stadt) oder nach Lassan zur dortigen Haupt-/Realschule zu fahren.

### Verkehr
Ein Kleinbahnanschluss von 1896 der Anklam-Lassaner Kleinbahn, durch den Murchin mit Anklam, Lassan und Buddenhagen verbunden war, ist bereits in den 1920er Jahren wesentlich reduziert worden und wurde 1945 nach Ende des Zweiten Weltkriegs als Reparationsleistung an die Sowjetunion abgebaut.
Im Regionalverkehr wird Murchin durch die Regionalbuslinie 101 Anklam – Murchin – Usedom Schule der AVG mit werktäglich 7 Fahrten bzw. 4–5 Fahrten am Wochenende angebunden. Die Relation Ankam – Murchin – Lassan wird mit bis zu fünf täglichen Verbindungen angeboten, deren Fahrzeiten stark auf den Schülerverkehr ausgerichtet sind.

## Persönlichkeiten
Söhne und Töchter der Gemeinde
- Curt von Stedingk, auch Bogislaw von Stedingk (* 26. Oktober 1746 in Lentschow; † 7. Januar 1837 in Stockholm), schwedischer Feldmarschall und Diplomat
- Victor von Stedingk (* 11. November 1751 in Lentschow; † 30. November 1823 in Stockholm), schwedischer Admiral der Schärenflotte
- Friedrich von Behr (* 3. November 1821 auf Gut Pinnow; † 13. Januar 1892), Gutsbesitzer, Politiker, Mitglied des Preußischen Herrenhauses
- Julie von Massow, geb. von Behr (* 24. November 1825 in Pinnow; † 5. März 1901 in Dresden, begraben in Rohr/Trzcinno, Kreis Rummelsburg/Miastko), Gründerin des Psalmenbundes, Literatin, Gründerin des Gebetsvereins Ut Omnes Unum
- Carl von Behr (* 27. Juni 1864 in Pinnow; † 4. Mai 1941 in Berlin), Landrat in Plön und Kabinettsrat der Kaiserin Auguste Viktoria,
- Martin Eichler (* 29. März 1912 in Pinnow; † 7. Oktober 1992 in Arlesheim bei Basel, Schweiz), deutscher Mathematiker, der sich mit algebraischer Geometrie und Zahlentheorie beschäftigte
- Gunter Jess (* 1951), Politiker (AfD)

### Weitere Persönlichkeiten mit Bezug zu Murchin
- Otto Kummert (* 1936), Gebrauchsgrafiker und vormaliger Hochschullehrer, lebt in Relzow